# De l'autre côté du pays
Pour plus de détails, voir Fiche technique et Distribution.
De l'autre côté du pays est un film documentaire québécois réalisé par Catherine Hébert et sorti en 2008.

## Synopsis
Le documentaire se déroule en Ouganda. Il montre la vie et la réalité des Ougandais, divisés par une guerre meurtrière qui oppose rebelles et gouvernement.

## Fiche technique
- Titre : De l'autre côté du pays
- Réalisation et scénario : Catherine Hébert
- Photographie : Sébastien Gros
- Son et montage sonore : Mélanie Gauthier
- Montage : Annie Jean
- Production : Brigitte Dion et Catherine Hébert
- Société de production : Mango Films
- Distribution : Les Films du 3 Mars
- Pays de production : Canada ( Québec)
- Langue originale : acholi, lango, anglais
- Genre : documentaire
- Durée : 84 minutes
- Date de sortie : 26 janvier 2008

## Distinctions

### Récompenses
- Rencontres internationales du documentaire de Montréal 2007 : prix du public[2]

### Sélections
- Festival international du film d'Afrique et des îles 2008[3]

## Accueil critique
- Kevin Laforest, « Le pays fantôme », voir.ca, 17 janvier 2008